# Наддунайський легіон
Наддунайський легіон (пол. Legia Naddunajska) - польська військова формація, що була створена 8 вересня 1799 р. в Батавській республіці (зараз Голландія) з польських добровольців, переважно полонених австрійської армії поляків за походженням.
Склад легіону:
- 4 піхотні батальйони
- 4 кавалерійські ескадрони
- 1 батарея легкої артилерії

Загальна чисельність - 5970 людей

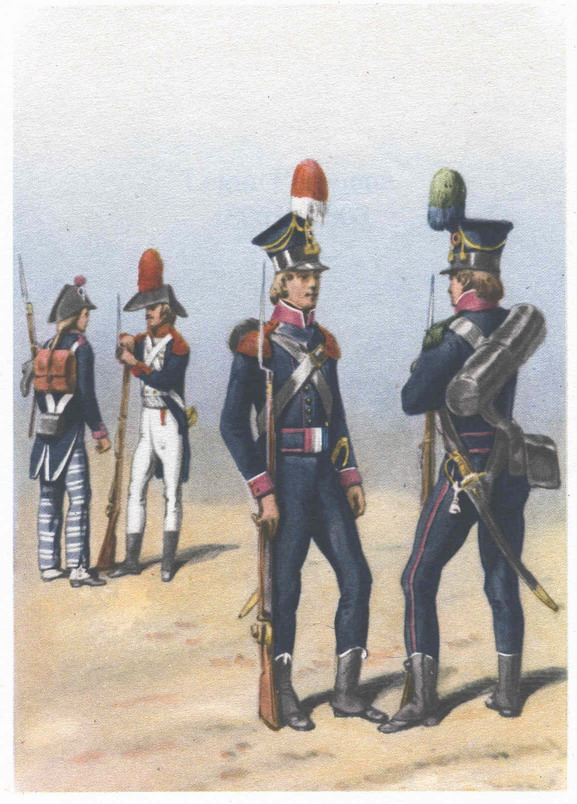
Вояки Наддунайського легіону.

Перший командир - генерал Кароль Отто Князевич
Легіонери в 1800-1801 рр. воювали против австрійської армії (рейнської): битва під Маренго, битва під Гогенлинден. Після Люневільського миру легіон було відправлено до Італії. На знак протесту проти ігнорування польського питання багато легіонерів разом з Князевичем подали у відставку.
Після цього легіон було переформовано в 3 польську напівбригаду, а далі у 113 французьку напівбригаду. Під командуванням генерала Владислава Яблоновського у 1801 р. її було відправлено на Сан Домінго (Гаїті) для придушення антифранцузького повстання. Там, внаслідок бойових втрат і тропічних хвороб, частина була фактично знищена (1802 р.).